# Су-57
Су-57 (ПАК ФА, Т-50, Виріб 701, винищувач 21; кодове ім'я НАТО: «Felon») — російський винищувач, розроблюваний ОАК. Головним розробником є ВАТ Сухой, де він отримав позначення Т-50. На КнААВО, де збирають перші льотні екземпляри, називався виробом 701. Перший політ літак здійснив 29 січня 2010 року.
Терміни серійних постачань літака в російські війська неодноразово змінювались: вони були заплановані на 2015, 2016, пізніше — на 2017 рік і 2018 рік. Зрештою 25 грудня 2020 року ВКС РФ отримали перший серійний винищувач.
Літак розробляють для заміни МіГ-29 і Су-27 в російських ВПС. Первісно у проєкті мала брати співучасть Індія. Однак у квітні 2018 Індія відмовилась від участі у спільному з Росією проєкті FGFA. Індійські військові прийшли до висновку, що обіцяний російський «винищувач 5-го покоління», не відповідає заявленим вимогам скритності, авіоніці, РЛС та інше. Восени 2024 року, як повідомило видання Defense Express, на міжнародному авіашоу Airshow China 2024 у Чжухаї (КНР) російський винищувач Су-57 також продемонстрував характеристики, що викликали сумніви щодо його відповідності стандартам «винищувача 5-го покоління».

## Історія створення

### Проєкти радянського періоду
Наприкінці 1980-х років ВПС Радянського Союзу виробили вимоги до винищувача п'ятого покоління для фронтової авіації на заміну МіГ-29 і Су-27. На основі цих вимог, РЛК «МіГ» розробив проєкт Мікоян 1.44, а КБ «Сухой» — Су-47. Розпад Радянського Союзу і наступний за ним економічний спад не дозволили продовжити роботу над створенням літака, проєкт МіГ 1.44 був пізніше закритий через припинення фінансування, а Су-47 став використовуватися як летюча лабораторія. У 2002 році КБ «Сухой» було вибрано для розробки нового літака, на якому будуть використані деякі технології Су-47 і МіГ 1.44.
На основі напрацювань, отриманих при створенні Су-57, КБ «Сухой» вирішила розробити однодвигунний малопомітний винищувач. Цей літак повинен мати злітну вагу до 18 тонн та максимальну швидкість у 2 Маха, бути надманевровим завдяки двигуну з керуванням вектора тяги та тягоозброєність не менше «одиниці». Тобто, літак стане аналогом F-35.

### Хід робіт над комплексом
У 2002 році почалися роботи за проєктом. У 2004 році Путіну продемонстрували макет літака, у 2005 році — розпочато фінансування розробки.
У грудні 2007 року генеральний директор компанії «Сухой» Михайло Погосян повідомив, що випробування нового літака були заплановані на 2009 рік, а серійне виробництво мало бути налагоджено до 2015 року.
26 грудня 2008 року головнокомандувач ВПС Росії генерал-полковник Олександр Зелін повідомив, що до 12 серпня 2009 року Росія отримає льотний зразок літака п'ятого покоління і в цьому ж році він підніметься у повітря. «Робота над літаком йде за планом, всі завдання виконуються. У наступному році ми повинні отримати перші три машини. Нині всі вони перебувають у стані збирання, у тій чи іншій мірі готовності», — зазначив Зелін. За заявами головнокомандувача ВПС, до 11 серпня 2009 року зібрано три літаки. За його словами, всі вони проходили наземні випробування, політ першого льотного екземпляра спочатку був запланований на листопад 2009 року, а згодом — на грудень 2009 року.
Льотні випробування російського винищувача п'ятого покоління, за заявою віцепрем'єра РФ Сергія Іванова, мали розпочатися «наприкінці грудня 2009 — на початку січня 2010 року», наприкінці 2009 року літак справді робив пробіжки по аеродрому, однак початок льотних випробувань було перенесено на січень 2010 року. Зовнішній вигляд літака тримали в секреті до моменту офіційного пресрелізу ДКБ Сухого про перший політ літака, що породжувало безліч чуток і спекуляцій. Забезпечення такого високого рівня секретності в епоху масового розповсюдження електронної фототехніки експерти називають значним досягненням російських спецслужб.
23 грудня 2009 року почалися випробування льотного екземпляра ПАК ФА — літак виконав рулежку і пробіжки на аеродромі «Дзьомгі» в Комсомольську-на-Амурі. У січні 2010 року льотний екземпляр зробив ще декілька пробіжок.
25 травня 2010 року член Громадської палати (ОП) РФ Йосип Діскін на пресконференції в Москві за підсумками поїздки членів ВП в Бразилію і Аргентину повідомив журналістам, що Бразилія розглядала можливість участі у спільному з Росією проєкті зі створення бойового літака п'ятого покоління.
Новий літак 5-го покоління оснащений принципово новим комплексом авіоніки з функцією «електронного пілота».
У червні 2018 року стало відомо про укладання контракту на постачання 12-ти Су-57. Перші літаки за цим контрактом мали бути готові у 2019 році та передані до ВКС Росії.

### Льотні випробування
29 січня 2010 року перший льотний екземпляр ПАК ФА вперше піднявся в повітря, зробивши політ тривалістю близько 45 хвилин. Другий політ, в Комсомольську-на-Амурі, знову був виконаний 12 лютого 2010 року. Третій політ відбувся 15 лютого 2010 року в Комсомольську-на-Амурі й також був успішно завершений.
Випробувальні польоти були припинені до середини березня у зв'язку з доробками авіоніки, після чого буде виконано ще 4 випробувальних польотів, потім винищувач буде відправлений у ЛДІ імені Громова в Жуковський. Голова компанії «Сухой» Михайло Погосян відзначив, що вже в ході перших польотів були перевірені кути крену і досягнуто кута атаки у 27° — при випробуваннях літака Су-27 таких результатів вдавалося добиватися тільки через кілька місяців після того, коли машина вперше піднялася в повітря.
Станом на 6 квітня 2010 року ПАК ФА виконав шість випробувальних польотів, всі вони визнані успішними. Як заявляють в військово-промисловому комплексі, серйозних доопрацювань літак не вимагає.
8 квітня 2010 року з Комсомольська-на-Амурі в Жуковський на військово-транспортному літаку ВПС Росії Ан-124 «Руслан» був доставлений перший льотний зразок ПАК ФА, а також комплексний наземний стенд, на якому проводиться відпрацювання обладнання та систем забезпечення програми льотних випробувань.
29 квітня 2010 року в Жуковському стартував основний етап льотних випробувань. Відбувся сьомий випробувальний, і перший на основному етапі, політ нового російського винищувача. Машина провела в повітрі 40 хвилин. Так само як і в першому вильоті в Комсомольську-на-Амурі, літаком керував Сергій Богдан.
23 травня 2010 року на міжнародній виставці вертолітної індустрії HeliRussia-2010, що проходить в Москві, заступник головкому ВПС з озброєння генерал-майор Олег Бармін в інтерв'ю «Інтерфаксу-АВН» заявив, що «Випробування йдуть нормально, у нас немає ніяких тривог».
17 червня 2010 року ПАК ФА завершив перший етап льотних і наземних випробувань, здійснивши 16-й політ на аеродромі імені Громова (Льотно-дослідний інститут (ЛДІ) імені М. М. Громова в підмосковному Жуковському) під управлінням льотчика-випробувача Сергія Богдана. За польотом спостерігав прем'єр-міністр РФ Володимир Путін.
3 березня 2011 року в Комсомольську-на-Амурі було піднято в повітря другий дослідний зразок ПАК ФА (Т-50).
21 серпня 2011 року на Міжнародному авіаційно-космічному салоні (МАКС-2011) при розгоні літака ПАК ФА (Т-50-2, б/н 52) відбувся спалах, і літак аварійно зупинився в межах злітної смуги летовища. Згідно з попередніми даними причиною аварії став помпаж двигуна.
30 жовтня 2022 року здійснив свій перший політ модернізований винищувач Су-57 «Другого етапу», який тривав 56 хвилин. На літаку випробовують комплекс бортового обладнання із розширеним функціоналом, інтелектуальною підтримкою екіпажу та можливістю застосування широкої номенклатури нових типів озброєння.

### Експортна модифікація
Спочатку передбачалося, що Т-50 — це буде російський варіант літака, а ПАК ФА — російсько-індійський варіант. Після того, як ДКБ «Сухий» виграло тендер на розробку літака, керівництво компанії, через високу вартість проєкту, у 2000 році звернулося до індійців, з якими раніше укладали договори на постачання Су-30МКІ. Голова «Сухого» Михайло Погосян під час обіду в Москві з офіцером індійських ВПС довірливо повідомив, що: «завершено розробку винищувача нового покоління, який стане таким же передовим, як американський F-22 Raptor».
На думку українських фахівців, економіка Росії була зруйнована, але «Сухий» створюватиме новий високотехнологічний винищувач, якщо Індія стане партнером, здійснивши витрати на розробку літака в стінах Комсомольського-на-Амурі авіаційного виробничого об'єднання (КнААПО).
Для ознайомлення з проєктом в ДКБ «Сухого» приїжджали, зокрема головком ВПС, міністр оборони, і навіть президент Індії. Літак їм сподобався, але від участі в роботі над ним вони чемно відмовилися, обґрунтувавши це тим, що їм потрібен винищувач п'ятого покоління не з двома двигунами, що робить «Сухий», а легкий, з одним двигуном. Виходячи з цього передбачалося, що Індія розраховувала придбати у США готовий винищувач п'ятого покоління F-22 Raptor (у нього теж два двигуни) чи початкові передсерійні випробування F-35 (JSF), у якого один двигун. Але переговори пройшли безрезультатно, після чого індійці погодилися взяти участь у проєкті.
17 жовтня 2007 року підписали міжурядову угоду про спільну розробку винищувача п'ятого покоління. На першому етапі проєкту участь індійської сторони повинно було бути чисто фінансовим, а первісна вартість робіт оцінювали в 10 млрд доларів. Потім індійські фахівці повинні будуть за участю російських колег доопрацювати машину під власні потреби.
22 грудня 2008 року ОАК та індійська компанія Hindustan Aeronautics Limited (HAL) підписали контракт про спільну розробку та виробництво винищувачів п'ятого покоління. За умовами досягнутої угоди, індійська компанія займеться розробкою бортового комп'ютера винищувача, навігаційної системи, інформаційних дисплеїв у кабіні пілота і системи самозахисту. Решта робіт у спільному проєкті візьме на себе російська компанія «Сухой».
Наприкінці 2009 року індійській делегації продемонстрували зразок літака, від якого, за висловом одного з членів делегації (про це на початку січня написала індійська газета «Business Standard»), «ефект був як від удару струмом».
31 серпня 2010 року в підмосковному Жуковському, на аеродромі «Раменське», в межах процесу з підготовки контракту між Об'єднаною авіабудівною корпорацією (ОАК) і корпорацією HAL про спільну розробку винищувача п'ятого покоління відбулася демонстрація нового російського перспективного авіаційного комплексу фронтової авіації (ПАК ФА) представникам Міністерства оборони та Повітряних сил Індії, а також індійської літакобудівної корпорації HAL. Передбачалося, що частка HAL у спільному проєкті складе не менше 25 відсотків. Загальну вартість проєкту оцінювали у 8—10 млрд доларів. Передбачали, що індійську версію винищувача згодом постачатимуть на експорт.
У жовті 2017 року у доповіді командування Повітряних сил Індії йшлося, що літак, який створюється на базі російського винищувача п'ятого покоління Су-57, не має достатнього рівня непомітності. Також, він не припускає модульної концепції двигуна, що призводить до подорожчання технічного обслуговування винищувача, вважають військові. Відповідно, на підставі цього вони запропонували владі своєї країни вийти зі спільної російсько-індійської програми FGFA (Fifth Generation Fighter Aircraft).
У квітні 2018 року стало відомо, що Індія призупиняє участь у спільній з РФ програмі FGFA на основі російського проєкту Су-57. Причиною є те, що винищувач Су-57 не відповідає їхнім вимогам до перспективного літака, зокрема йде мова про малопомітність, авіоніку, РЛС тощо.
2 січня 2022 року в ЗМІ з'явилася інформація що індійська сторона відмовляється від російських Су-57 та Су-75.

### Вартість
17 червня 2010 року прем'єр РФ Володимир Путін після спостереження за ходом випробувань літака заявив, що «на першому етапі створення літака було витрачено 30 мільярдів рублів, ще стільки ж потрібно для завершення проєкту». Він пояснив, що потім почнеться модернізація двигуна, озброєння і так далі. При цьому, за словами Путіна, літак буде у 2,5-3 рази дешевше[джерело?] закордонних аналогів.

## Виробництво
У червні 2019 року на форумі «Армия-2019» було підписано контракт на постачання 76 серійних винищувачів Су-57 (включно з двома першими) до 2027 року.
На початку грудня 2019 року перший серійний літак Су-57 (Т-50С-1) з серійним номером 51001 та бортовим 01 здійснив перший політ, а 24 грудня 2019 року на завершальному етапі заводських випробувань він розбився, ймовірно через збій у системі управління літаком.
Другий серійний літак Т-50С-2 з серійним номером 51002 здійснив свій перший політ у жовтні та грудні 2020 року або 29 січня 2021 року офіційно був переданий перший літак Міністерству оборони РФ.
22 січня 2022 року стало відомо, що у IV кварталі 2021 року було передано 2 одиниці для ПКС Росії. Імовірні номери літаків Т-50С-3 та Т-50С-4 з серійними номерами відповідно 52201 та 52202.
28 грудня 2022 року повідомлено, що російський авіаційний завод у Комсомольськ-на-Амурі (КнААЗ) виготовив та передав військовому відомству Росії партію літаків. Кількість не наводилась. Згодом стало відомо що було передано 2 одиниці у травні та 4 — у грудні 2022 року.
Восени 2024 року на виставці Airshow China 2024 винищувач Су-57 в експортний версії — Су-57Э був вперше представлений закордоном.
В листопаді 2024 року генеральний директор компанії «Рособоронекспорт» Олександр Міхєєв повідомив про підписання першого експортного контракту з неназваною країною.

## Бойове застосування

### Громадянська війна в Сирії
У лютому 2018 року з'явились повідомлення про перекидання пари Су-57 до Сирії з метою випробування радарів та систем радіоелектронної боротьби. Проте, 25 травня 2018 року на колегії міністерства оборони РФ Сергій Шойгу повідомив про бойове застосування принаймні одного Су-57 в Сирії. Літак був використаний для пуску крилатих ракет «повітря-поверхня» для ураження наземних цілей. При цьому, на показаних візуальних матеріалах було видно пуск пофарбованої в червоний колір ракети Х-59МК2.

### Російсько-українська війна
За твердженнями російської пропаганди, наявні Су-57 почали застосовувати через два-три тижні після початку повномасштабної збройної агресії проти України. І хоча літак позиціюють як сучасний винищувач п'ятого покоління призначений для завоювання переваги в повітрі, російські військові використовували його як звичайний літак 4-го покоління — без заходу в повітряний простір України, без подолання української протиповітряної оборони тощо.
Імовірно, в такий спосіб російські військові проводили випробування в бойових умовах нових зразків озброєння без ризику втрати розпіареного літака. Серед іншого, на цих літаках могли відпрацьовувати застосування ракет К-77М, «виріб-810» (подальший розвиток Р-37М), Х-69, Х-58УШК, Х-38 тощо.
8 квітня 2022 року, о 17:22 та 17:37, два російські Су-57 929 державного льотно-випробувального центру (Ахтубінськ) ПКС з повітряного простору Росії завдали авіаційних ударів ракетами типу Х-59 по об'єктах на території України, в Кіровоградській області та порту Одеса.
15 квітня 2022 року відбулися чергові пуски ракет типу Х-59 по об'єктах у Полтавській області.
20 травня 2022 року російські ЗМІ почали поширювати інформацію від неназваного джерела в військово-промисловому комплексі РФ про застосування Су-57 у війні проти України, подаючи це як свіжу новину. Така «новина» вкладається в загальну кампанію про приховані надможливості російської зброї на тлі невдач збройних сил агресора.
У грудні 2023 року фахівці зазначили, що ефективна площа розсіювання у російських Су-57 вкрай висока і не йде ні в яке порівняння з американськими F-22 Raptor або F-35 Lightning II. Хоча російські військовики відзначають, що Су-57 практично відсутній у повітряному просторі над Україною. Одна з причин полягає в тому, що вони побоюються відправляти надвартісні літаки через низькі стелс-характеристики, про які вже давно ведуться суперечки серед дослідників бойової авіації. РФ не бажає використовувати свої літаки в українському конфлікті, проте скоріше командування ПКС РФ просто усвідомлює, на що здатні їхні передові винищувачі, радіолокаційна непомітність яких, м'яко кажучи, викликає питання. Фахівець у галузі авіації Абхіруп Сенгупта висловився, що ефективна площа розсіювання (ЕПР) Су-57 не йде ні в яке порівняння з F-22 Raptor або F-35 Lightning II компанії «Lockheed Martin». ЕПР Су-57 перебуває в діапазоні -10-1 dBsm, проте у F-117 цей показник становить приблизно -25 dBsm, а F-22 та F-35 можуть похвалитися ЕПР вище -40 dBsm. Це вказує на різницю в 1000-10 000 разів порівняно з Су-57. Зверніть увагу, що ці порівняння засновані на несекретних даних про цілі програми та даних про RCS YF-117, отриманих від видання «Skunk Works». Абхіруп Сенгупта також відзначив, що без зміни конструкції літака неможливо підвищити його стелс-характеристики, оскільки на ньому відсутні так звані змієподібні повітрозабірники, а це має ключове значення для підвищення рівня непомітності. Також зазначено, що Су-57 має схожість з американським винищувачем F/A-18 Super Hornet четвертого покоління.

## Втрати під час вторгнення в Україну
| № | Дата               | Місце                                           | Коментар |
| - | ------------------ | ----------------------------------------------- | --- |
| 1 | 8 червня 2024 року | Аеродром «Ахтубінськ» Астраханська область (РФ) | На території аеродрому «Ахтубінськ» в Астраханській області (РФ), розташованому за 589 км від лінії бойового зіткнення, уражено багатоцільовий винищувач держави-агресора Су-57. Це перший в історії випадок бойового ураження цього типу літаків. Водночас ГУР МО України підтвердило ураження одночасно двох російських літаків Су-57. |
| 2 | 8 червня 2024 року | Аеродром «Ахтубінськ» Астраханська область (РФ) | На території аеродрому «Ахтубінськ» в Астраханській області (РФ), розташованому за 589 км від лінії бойового зіткнення, уражено багатоцільовий винищувач держави-агресора Су-57. Це перший в історії випадок бойового ураження цього типу літаків. Водночас ГУР МО України підтвердило ураження одночасно двох російських літаків Су-57. |

## Інциденти
- У грудні 2019 року в Росії у Хабаровському краї розбився перший серійний винищувач Су-57 (Т-50). Подія сталась за 11 км від аеродрому Дземгі. Льотчику вдалось катапультуватися, його було евакуйовано. За попередньою причиною аварія сталась через відмову системи керування літака[20].

## Оператори
- Росія ー 9 одиниць (1 передано у грудні 2020 р.[21] або 29 січня 2021 р.[19]; 2 передано у четвертому кварталі 2021 р.[19]; 2 у травні та 4 в грудні 2022 р.[23]). У червні 2019 року на форумі «Армия-2019» було підписано контракт на постачання 76 серійних винищувачів Су-57 (включно з двома першими) до 2027 р.[19] Поки що[коли?] їх кількість близько 10-13 прототипів.

Можливі
- Туреччина ー під час відвідин авіасалону МАКС-2019 президент Туреччини Реджеп Ердоган озвучив можливість купівлі літаків Су-35 та Су-57 як заміну американським F-35[36].

## Зображення
Другий льотний прототип Т-50 ПАК ФА б/н 52 на авіаційному святі, що присвячене століттю ВПС Росії:
|  |  |  |
|  |  |  |

|  |  |  |
|  |  |  |